# Joseph Haroutunian
Joseph Haroutunian (* 18. September 1904 in Maraş, Osmanisches Reich; † 15. November 1968 in Chicago) war ein armenisch-amerikanischer reformierter Theologe.

## Leben und Werk
Er studierte an der American University of Beirut (1919–1925), am Columbia College (1924–1926), sowie am Union Theological Seminary (1930). 1932 promovierte er an der Columbia University zum Ph.D und lehrte anschließend am Wellesley College (1932–1940), später am McCormick Seminary (1940–1962). Von 1962 bis 1968 war er Professor für Systematische Theologie an der Divinity School der University of Chicago.
Als sehr einflussreich erwies sich seine Dissertation Piety Versus Moralism: The Passing of the New England Theology, die in reformierten Kreisen, darüber hinaus aber auch in der Literaturwissenschaft, das Interesse an den Schriften Jonathan Edwards’ wieder aufleben ließ. In dieser und anderen Schriften sprach sich Haroutunian vehement gegen liberale Tendenzen der zeitgenössischen Theologie aus und forderte eine Rückbesinnung auf den „Theozentrismus“ Calvins und seiner puritanischen Erben.

## Werke
- Piety Versus Moralism: The Passing of the New England Theology. H. Holt, New York 1932. Neuausgabe: Wipf & Stock, Eugene OR 2006, ISBN 9781597529471.
- Wisdom and Folly in Religion: A Study in Chastened Protestantism. Charles Scribner’s Sons, New York 1940.
- Lust For Power. Charles Scribner’s Sons, New York 1949.
- God with Us: A Theology of Transpersonal Life. Westminster Press, Philadelphia 1965.

## Sekundärliteratur
- Stephen Crocco: Joseph Haroutunian: Neglected Theocentrist. In: The Journal of Religion 68:3, 1988, S. 411–425.

| Personendaten    | Personendaten                                  |
| ---------------- | ---------------------------------------------- |
| NAME             | Haroutunian, Joseph                            |
| KURZBESCHREIBUNG | armenisch-amerikanischer reformierter Theologe |
| GEBURTSDATUM     | 18. September 1904                             |
| GEBURTSORT       | Maraş                                          |
| STERBEDATUM      | 15. November 1968                              |
| STERBEORT        | Chicago                                        |